# Tetranatriumiminodisuccinat
Tetranatriumiminodisuccinat (auch: Iminodisuccinat-Tetranatriumsalz) ist ein Natriumsalz der Iminodibernsteinsäure, die auch als N-(1,2-Dicarboxyethyl)asparaginsäure bezeichnet wird. Die Salze werden Iminodisuccinate (IDS bzw. IDHA) genannt.

## Gewinnung und Darstellung
Iminodibernsteinsäure kann durch Reaktion von Maleinsäureanhydrid mit Ammoniak und Natriumhydroxid dargestellt werden.
Bei der Umsetzung von Maleinsäureanhydrid mit Natriumhydroxid in Wasser bei erhöhter Temperatur entsteht eine konzentrierte Dinatriummaleat-Lösung, zu der Ammoniak zudosiert wird. Das Reaktionsgemisch wird auf Temperaturen von 90 bis 145 °C erhitzt, überschüssiges Wasser und Ammoniak abdestilliert und mit Ausbeuten bis 98 % d. Th. eine wässrige Lösung mit ca. 34 % IDS-Na4-Salz erhalten. Durch Sprühtrocknung lässt sich daraus ein Feststoffgemisch gewinnen, bestehend im Mittel aus >65 % IDS-Na-Salzen (im Wesentlichen IDS-Na4-Salz), <2 % Maleinsäure-Na-Salze, <8 % Fumarsäure-Na-Salze, <2 % Äpfelsäure-Na-salze und <15 % Asparaginsäure-Na-Salze, sowie >15 % Wasser. Die Nebenprodukte der Reaktion beeinflussen weder die Komplexierungskapazität, noch die Bioabbaubarkeit des IDS.
| Produkt                | IDS-Na4-Salz | Na2-Fumarat | Na2-Aspartat | Na2-Malat | Na2-Maleat | Wasser |
| ---------------------- | ------------ | ----------- | ------------ | --------- | ---------- | ------ |
| Industrieller Reiniger | 72,1         | 5,6         | 10,6         | -         | -          | 8,9    |
| Baypure CX 100/34 %    | > 33,0       | < 2,5       | < 7,0        | < 0,5     | < 0,3      | < 59,0 |
| Baypure CX 100 solid   | > 65,0       | < 8,0       | < 15,0       | < 2,0     | < 2,0      | < 15,0 |
| Baypure CX 100 solid G | > 78,0       | < 5,0       | < 15,0       | < 0,7     | < 0,5      | < 4,0  |

## Eigenschaften
Das nach Sprühtrocknung der wässrigen Lösung als weißes Pulver anfallende Feststoffgemisch ist neben einem Granulat mit >78 % IDS-Na4-Salzanteil handelsübliches Produkt (Baypure® CX 100). IDHA ist ein Chelat-Komplexbildner mittlerer Komplexstabilität (10−16), der als fünfzähniger Ligand Erdalkali- und mehrwertige Schwermetallionen mit einem Molekül Wasser in einer oktaedrischen Struktur einschließt.
In 0,25%iger wässriger Lösung stellt sich ein pH-Wert von 11,5 für das IDS-Na4-Salz ein. Das Salz ist in schwach saurer Lösung (pH>4–7) auch bei 100 °C mehrere Stunden und in stark alkalischer Lösung auch bei erhöhter Temperatur (50 °C) über Wochen stabil. Das IDS-Na4-Salz ist nach den OECD-Methoden OECD 302 B (100 % nach 28 Tagen) und OECD 301 E (78 % nach 28 Tagen) als leicht biologisch abbaubar klassifiziert. Aus der Klasse der weitverbreiteten Chelatbildner sind lediglich die jedoch als krebserzeugend verdächtigte Nitrilotriessigsäure (NTA), sowie die chelatisierend wirksamen Aminosäurederivate β-Alanindiessigsäure und Methylglycindiessigsäure (Trilon M®) unter bestimmten Bedingungen hinreichend bioabbaubar.

## Verwendung
Iminodibernsteinsäure wird seit 1998 von Lanxess unter dem Handelsnamen Baypure CX 100 als Komplexierungsmittel angeboten. Es reagiert mit den Calcium- und Magnesiumionen (Härtebildner) im Wasser und bildet Chelatkomplexe im mittleren Stabilitätsbereich. Diese verhindern das Entstehen unlöslicher Salze (Ablagerungen) und Seifen (Kalkseifen) und verbessern so die Wirkung von Wasch- und Geschirrspülmitteln, Handseifen und Haarwaschmitteln. Dadurch kann auch die Menge herkömmlicher Builder in festen Waschmitteln (Carbonate, Silikate, Phosphate, Citrate, Zeolithe) reduziert oder ersetzt werden. Die Calciumbindungskapazität für IDS-Na4-Salz beträgt ca. 230 mg CaCO3/g Na-Salz und liegt zwischen der Kapazität von DTPA-Na5-Salz (210 mg CaCO3/g Na-Salz) und EDTA-Na4-Salz (280 mg CaCO3/g Na-Salz).
Auf der Komplexierung von Erdalkali- und Schwermetallionen beruhen auch die meisten anderen Anwendungen von IDS-Na-Salz, z. B. in industriellen Reinigern zur Entfernung von Biofilmen und Kalkablagerungen, Kosmetika, in der Galvanik, im Bau (Abbindeverzögerer), Textil (Schutz gegen Vergrauung) und Papier. Der Zusatz von IDS-Na-Salz anstatt der gängigen Phosphonate zu festen Waschmittelformulierungen inhibiert in bleichmittelhaltigen Waschlaugen die von Schwermetallen katalysierte Zersetzung von Wasserstoffperoxid.
Komplexe mit Fe3+-, Cu2+-, Zn2+- und Mn2+-Ionen finden Einsatz als Mikronährstoffe, die für Pflanzen wichtige Spurenelemente in gut resorbierbarer Form bereitstellen; sowohl granuliert als Bodendünger als auch gelöst als Blattspray. Die in Pflanzenschutzanwendungen weitverbreiteten gängigen Komplexbildner für Spurenelemente, wie z. B. EDTA, DTPA (Diethylentriamin-pentaessigsäure), EDDHA (Ethylendiamin-dihydroxyphenylessigsäure) oder HBED (N,N‘-di(2-Hydroxybenzyl)-ethylendiamin-N,N‘-diessigsäure) sind ausnahmslos schwer- bis praktisch nicht-bioabbaubar. IDHA-Spurenelementkomplexe bieten dagegen eine interessante Alternative.

## Stereoisomerie
Der Herstellprozess aus den achiralen Ausgangsstoffen liefert eine Mischung aus drei Epimeren: (R,R)-iminodisuccinat, (R,S)-iminodisuccinat, and (S,S)-iminodisuccinat. Die beiden meso-Verbindungen [R,S] und [S,R] sind identisch. Der enzymatische Abbau liefert in den beiden ersten Fällen D-Asparaginsäure und Fumarsäure, bei letzterem L-Asparaginsäure und Fumarsäure, die weiter verstoffwechselt werden.